# Luis Landero
Luis Landero (* 25. März 1948 in Alburquerque, Badajoz) ist ein spanischer Schriftsteller, Literatur- und Sprachprofessor.

## Leben
Luis Landero stammt aus einer einfachen Bauernfamilie, die Landwirtschaft in der Region Extremadura an der portugiesischen Grenze betrieb. Bereits 1960 zog er in die Hauptstadt Madrid um und verdiente sich als Lehrer der Flamenco-Gitarre das Geld für ein Studium.
Er studierte Philologie an der Universität Complutense Madrid und wurde dort als Assistent für Filología Francesa beschäftigt. Danach war er Professor für Spanische Sprache und Literatur am Instituto de bachillerato de Madrid und an der Hochschule für Schauspielkunst Escuela de Arte Dramático Madrid. Sein erster Roman „Juegos de la edad tardía“ erschien im Jahre 1989. 1995 war er als Gastprofessor an der Yale University New Haven (Connecticut) für spanischen Literatur und Sprache tätig.
Er ist heute im Ruhestand, verheiratet und hat zwei Kinder. Als Autor ist er jedoch weiter aktiv.

## Werke (Auszug)
- Juegos de la edad tardía, 1989 (dt. Späte Spiele, 1992).
- Caballeros de fortuna, 1994.
- El mágico aprendiz, 1999.
- El guitarrista, 2005.
- Hoy, Júpiter, 2007.
- Retrato de un hombre inmaduro, 2009.
- Absolución, 2012.

## Auszeichnungen
- Premio Nacional de Literatura 1991
- Premio de la Crítica 1991
- 1992 wurde sein Roman Les Jeux tardifs de l’âge mur (Éditions Gallimard) mit dem französischen Literaturpreis Prix Méditerranée Étranger ausgezeichnet
- Premio Extremadura de creación 2000
- Premio de narrativa Arcebispo Juan de San Clemente 2008